# Pseudiphra apicale
Pseudiphra apicale là một loài bọ cánh cứng trong họ Cerambycidae.